# Dicranota (Euamalopina) perelegantula
Dicranota (Euamalopina) perelegantula is een tweevleugelige uit de familie Pediciidae. De soort komt voor in het Oriëntaals gebied.